# رایان کوانتن
رایان کوانتن (انگلیسی: Ryan Kwanten؛ زادهٔ ۲۸ نوامبر ۱۹۷۶) هنرپیشه استرالیایی است. وی از سال ۱۹۹۱ میلادی تاکنون مشغول فعالیت بوده‌است.
از فیلم‌ها و مجموعه‌های تلویزیونی‌ای که وی در آن نقش داشته‌است، می‌توان به سکوت مطلق، خانه و دوری، به من برس، چه کسی سگ می‌گیرد؟، باشکوه و خون حقیقی اشاره کرد.